# Andreas Sommer (Politiker)
Andreas Sommer (* 5. Februar 1916 in Mörbisch am See; † 1980 ebenda) war ein österreichischer, nationalsozialistischer Politiker und Landwirt. Er hatte 1938 das Amt des Kreisbauernführers inne und wurde am 15. März 1938 von Gauleiter Tobias Portschy zum Mitglied des Burgenländischen Landtags ernannt. Er beantragte am 12. Mai 1938 die Aufnahme in die NSDAP und wurde rückwirkend zum 1. Mai aufgenommen (Mitgliedsnummer 6.158.537).